# Solid (projecte de descentralització web)
Solid (Social Linked Data) és un projecte de descentralització web liderat per Sir Tim Berners-Lee, l'inventor de la World Wide Web, desenvolupat en col·laboració al Massachusetts Institute of Technology (MIT). El projecte "pretén canviar radicalment la manera en què funcionen les aplicacions web avui dia, donant com a resultat una veritable propietat de les dades i una millora de la privadesa" mitjançant el desenvolupament d'una plataforma per a aplicacions de dades enllaçades que estiguin completament descentralitzades i totalment sota el control dels usuaris en lloc de controlar-les per altres entitats. L'objectiu final de Solid és permetre als usuaris tenir el control total de les seves pròpies dades, inclòs el control d'accés i la ubicació d'emmagatzematge. Amb aquesta finalitat, Tim Berners-Lee va formar una empresa anomenada Inrupt per ajudar a construir un ecosistema comercial per alimentar Solid.

## Història
Dues dècades després que Berners-Lee inventés la World Wide Web el 1989, va exposar els problemes de disseny del qual més tard es convertiria en el projecte Solid en els esborranys que va escriure per al World Wide Web Consortium. Berners-Lee es va consternar cada cop més en veure que s'abusava del seu invent, com quan els pirates informàtics russos van interferir en les eleccions nord-americanes de 2016, quan es va fer públic l'⁣escàndol de dades de Facebook-Cambridge Analytica, quan Facebook el 2012 va dur a terme experiments psicològics amb prop de 700.000 usuaris en secret, i quan Google i Amazon van sol·licitar patents en dispositius que escolten els canvis emocionals en la veu humana.
Berners-Lee va considerar que Internet necessitava reparació i va concebre el projecte Solid com un primer pas per arreglar-lo, com una manera de donar als usuaris individuals un control total sobre l'ús de les seves dades. El projecte Solid està disponible per a tothom per unir-se i contribuir, tot i que Berners-Lee aconsella que les persones sense coneixements de codificació haurien de defensar públicament el canvi d'Internet.
El 2015, el MIT va rebre un regal de Mastercard per donar suport al desenvolupament de Solid. L'equip de recerca de Berners-Lee va col·laborar amb el Qatar Computing Research Institute i la Universitat d'Oxford on Solid.
El 2018, Berners-Lee va prendre un any sabàtic al MIT per llançar una empresa comercial basada en Solid, anomenada Inrupt. La missió de la companyia és "proporcionar energia comercial i un ecosistema que ajudi a protegir la integritat i la qualitat de la nova web basada en Solid".
El 2018, es va iniciar un procés d'estandardització obert a través del World Wide Web Consortium per a les especificacions de Solid.
El desembre de 2021, Inrupt va recaptar 30 milions de dòlars de les inversions de la sèrie A.

## Disseny
Segons la visió de Berners-Lee, hi ha una sèrie de reptes tècnics per superar per aconseguir la descentralització del web. En lloc d'utilitzar un paradigma centralitzat de distribució de concentradors de parla, la xarxa descentralitzada d'igual a igual s'implementaria d'una manera que afegeix més funcions de control i rendiment que les xarxes d'igual a igual tradicionals, com ara BitTorrent. Altres objectius són que el sistema sigui fàcil d'usar, ràpid i permeti la creació senzilla d'aplicacions per part dels desenvolupadors.
L'objectiu central de Solid és permetre el descobriment i l'intercanvi d'informació d'una manera que es preservi la privadesa. Un usuari emmagatzema les dades personals en "pods" (botigues de dades personals en línia) allotjades allà on ho desitgi. Les aplicacions autenticades per Solid poden sol·licitar dades si l'usuari ha donat permís a l'aplicació. Un usuari pot distribuir informació personal entre diversos pods; per exemple, diferents pods poden contenir dades de perfil personal, informació de contacte, informació financera, salut, plans de viatge o altra informació. L'usuari podria unir-se a una aplicació de xarxes socials autenticada donant-li permís per accedir a la informació adequada en un pod específic. L'usuari conserva la propietat i el control complets de les dades dels pods de l'usuari: quines dades conté cada pod, on s'emmagatzema cada pod i quines aplicacions tenen permís per utilitzar les dades.
Amb més detall, Solid consta dels components següents:
- Una col·lecció organitzada d'estàndards i formats de dades/vocabulari que ofereix les mateixes capacitats que ofereixen els serveis centralitzats de xarxes socials, com ara identitat, autenticació, inici de sessió, llistes de permisos, gestió de contactes, missatgeria, subscripcions de canals, comentaris, debats i altres.
- Especificacions i notes de disseny que descriuen una API REST per ampliar els estàndards existents, per guiar els desenvolupadors que creen servidors o aplicacions.
- Servidors que implementen l'especificació Solid.
- Un conjunt de proves per provar i validar implementacions de Solid.
- Un ecosistema d'aplicacions socials, proveïdors d'identitat i biblioteques d'ajuda que s'executen a la plataforma Solid.
- Una comunitat que ofereix documentació, discussió, tutorials i presentacions.